# Luxembourg Hockey League
Die Luxembourg Hockey League (LHL) ist die Eishockeyliga in Luxemburg. Sie wird seit 2020 von der Fédération Luxembourgeoise de Hockey sur Glace veranstaltet.
Vorläufer war die Luxemburgische Eishockeyliga, die zwischen 1994 und 2003 durchgeführt wurde. Alle sieben Austragungen wurden von Tornado Luxembourg gewonnen. Ab 2003 nahmen die luxemburgischen Mannschaften ausschließlich am Spielbetrieb im Ausland teil. Ab 2006 wurde der luxemburgische Pokalwettbewerb auf Clubs aus Luxemburg beschränkt und war bis 2020 der höchste Wettbewerb in Luxemburg. Zur Saison 2020/21 wurde die Luxembourg Hockey League mit zwei Divisionen eingeführt. Die erste Saison musste jedoch aufgrund der Covid-19-Pandemie nach einem Spiel abgebrochen werden.

## LHL 2022/23

### Division 1
- Beaufort Knights
- Puckers Luxembourg
- Tornado Luxembourg
- Hurricanes U20

### Division 2
- Beaufort Knights II
- Cool Puckers Luxembourg
- Silverbacks Luxembourg
- Tornado Women

## Modus 2020/21
Die Mannschaften der Division 1 hätten eine Hin- und Rückrunde gespielt, die Mannschaften der Division 2 nur eine Hinrunde. Das beste Team der Division 2 wäre dann in die Division 1 aufgestiegen. Die Division 2 hätte eine Rückrunde ohne den Aufsteiger gespielt, der Aufsteiger je ein Spiel gegen die Mannschaften der Division 1, die jeweils doppelt gezählt hätten. Beide Divisionen hätten dann in einem Final Four den jeweiligen Sieger ausgespielt.

## Meister der Luxemburgischen Eishockeyliga
- 1993/94: Tornado Luxembourg
- 1997/98: Tornado Luxembourg
- 1998/99: Tornado Luxembourg
- 1999/2000: Tornado Luxembourg
- 2000/01: Tornado Luxembourg
- 2001/02: Tornado Luxembourg
- 2002/03: Tornado Luxembourg